# Drosophila bondarenkoi
Drosophila bondarenkoi este o specie de muște din genul Drosophila, familia Drosophilidae, descrisă de Vasily S. Sidorenko în anul 1993. Conform Catalogue of Life specia Drosophila bondarenkoi nu are subspecii cunoscute.